# Фризенхаузен
Фризенхаузен је мјесто у општини Ајдхаузен у округу Хасберге у њемачкој савезној држави Баварској, у којем живи 319 становника.
Године 824. великаш Фризо је манастиру у Фулди поклонио земљиште у околини Фризенхаузена. Ради се о првом писменом помињању мјеста, иако се сматра да његова историја започиње много раније. У периоду од 1521. до 1940. мјестом је владало најмање 7 племићких породица.
Најинтересантнији споменик малог села је дворац, који је данас приватно имање. Поред тога постоји мала римокатолиочка црква, као и већа протестантска црква. До половине 20. вијека постојале су и две школе, од којих је једна била римокатоличка, а друга протестантска. Пре холокауста, у Фризенхаузену је постојала релативно бројна група Јевреја која је имала сопствену синагогу и ритуалну бању (микву).
Фризенхаузен је познат по аматерским позоришним представама, које се сваке године одржавају од јануара до фебруара. Између осталог, постоји удружење аматерског позоришта и фудбалски клуб.